# Big Rhonda
Rhonda, ook wel Big Rhonda of Struise Rhonda genoemd, is een personage uit de Amerikaanse televisieserie That '70s Show van Fox Networks, gespeeld door Cynthia Lamontagne.

## Persoonlijkheid
Zij is de vriendin van Fez gedurende seizoen vier. In de aflevering Tornade Prom zitten Rhonda en Fez opgesloten in het schoolgebouw, omdat er een tornado actief is. Ze waren van plan om seks te hebben, maar op het moment dat ze begonnen kwam er iemand voorbij die zei dat de tornado weg was. Toen had Rhonda helemaal geen zin meer. Rhonda houdt, net als Fez, van snoep. In de aflevering It's a Wonderful Life is er een toekomstbeeld van Rhonda. Ze is slank en heeft een eigen fitnesscentrum.